# Ulrich mit dem Bühel

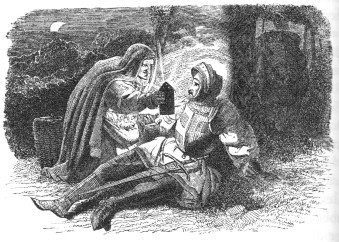
Illustration von Adolf Schrödter

Ulrich mit dem Bühel ist ein Märchen im vierten Band von Johann Karl August Musäus’ Volksmährchen der Deutschen, 1786.

## Inhalt
Raubritter Egger Genebald befehdet seine Nachbarn, bis sie sich verbünden, ihn und die seinen erschlagen. Seine schwangere Frau entkommt mit einem Diener, er soll sie nach Tod ihres Mannes im Waldversteck töten und macht ihr stattdessen einen Antrag. Sie ersticht ihn und flieht. Eine Hexe pflegt sie im Wochenbett und hinterlässt ihr ein Huhn, das Goldeier legt. Sie lässt sich in Bamberg nieder, wird reich. Ihre schöne Tochter Lukrezia darf zur Kaiserin nach Goslar an den Hof. Dort wird sie eitel und bricht vielen Edlen das Herz. Ulrich mit dem Bühel verliert seine Grafschaft in vergeblichem Werben mit teuren Geschenken an sie. So zurückgewiesen, beginnt er eine Wallfahrt. In Tirol öffnet er sein Herz der heilkundigen Dottorena, die ihn von seinem Buckel erlöst. Der Rivale will das auch, ist aber unbescheiden, wofür sie seine Ungestalt noch vermehrt. Lukrezia heiratet Ulrich scheinbar in Armut. Dann erst offenbart sie ihm das Geheimnis des Goldhuhns, denn sie wollte nur seine Liebe prüfen.